# ジミー・バリアント
ジミー・バリアント（Jimmy Valiant、本名：James Harold Fanning、1942年8月6日 - ）は、アメリカ合衆国の元プロレスラー。テネシー州フランクリン出身。
現役選手時代はヒールの "ハンサム" ジミー・バリアント（"Handsome" Jimmy Valiant）、ベビーフェイスの "ブギウギ" ジミー・バリアント（"Boogie Woogie" Jimmy Valiant）として活躍した。

## 来歴
1964年にビッグ・ジム・ベイレン（Big Jim Vallen）のリングネームでデビュー。中西部やテキサスなど各地を転戦後、1970年代に入りジミー・バリアント（Jimmy Valiant）と改名。1971年よりニューヨークのWWWFに登場し、ペドロ・モラレスのWWWF世界ヘビー級王座に再三挑戦した。1972年6月にはキラー・コワルスキーとムース・ショーラックに次ぐ3番手外国人のポジションで日本プロレスに初来日している。
1973年11月、ジョン・L・サリバンことジョニー・バリアントをパートナーに、金髪のヒール・タッグチーム「バリアント・ブラザーズ（The Valiant Brothers）」を結成。翌1974年1月5日、インディアナポリスのWWAでブルーノ・サンマルチノ&ディック・ザ・ブルーザーからWWA世界タッグ王座を奪取。シングルでも、カウボーイ・ボブ・エリスとWWA世界ヘビー級王座を争った。WWWFではキャプテン・ルー・アルバーノをマネージャーに迎え、同年5月8日にディーン・ホー&トニー・ガレアを破りWWWF世界タッグ王座を獲得している。
1976年5月にはバリアント・ブラザーズとして全日本プロレスに来日、ジャイアント馬場&ジャンボ鶴田のインターナショナル・タッグ王座およびグレート小鹿&大熊元司のアジア・タッグ王座の両タイトルに挑戦している。以降もジョニーとのコンビで全米各地を転戦、WWAではボビー・ヒーナンのマネージメントのもと、世界タッグ王座を1977年と1978年にも獲得した。
シングルでも数々の実績を残しており、テネシー州メンフィスに本拠を置くCWAでは1977年から1981年にかけて、AWA南部ヘビー級王座を巡ってジェリー・ローラーと流血の抗争を繰り広げた。CWAでは一時的にフェイスターンも行い、ローラーやロッキー・ジョンソンのパートナーとなってタッグ戦線でも活躍。1978年5月29日にはローラーと組んでジョー・ルダック&ジャン・ルイから、1980年5月12日にはジョンソンと組んでデビッド・シュルツ&デニス・コンドリーから、AWA南部タッグ王座をそれぞれ奪取している。この当時、彼は『ハンサム・ジミーのバラッド（The Ballad of Handsome Jimmy）』という歌まで録音し、自分の入場曲に使用していた。ローラーの自著によると、CWAは是が非でもジミーをとどめておきたくて、メンフィスに彼の自宅を購入することまで提案したという。
1980年代に入るとバリアント兄弟を解散してシングルプレイヤーに専念。1981年はNWAミッドアトランティック地区にて英国出身のロード・アルフレッド・ヘイズをマネージャーに迎え、キング・ジェームズ・バリアント（King James Valiant）と名乗って王族ギミックのヒールを演じ、デューイ・ロバートソン、ワフー・マクダニエル、リッキー・スティムボート、マスクド・スーパースターなどと対戦した。
1982年よりブギウギマン（Boogie Woogie Man）をニックネームにコミカルなショーマン派ベビーフェイスへのギミック・チェンジを行い、南部を中心に各テリトリーで人気者となる。主戦場のミッドアトランティックではイワン・コロフやスーパースター・ビリー・グラハムなどWWWF時代のヒール仲間と抗争し、リック・フレアーのNWA世界ヘビー級王座にも度々挑戦した。1983年の下期には、ザ・グレート・カブキとのルーザー・リーブス・タウン・マッチに敗れたことを機に、チャーリー・ブラウン（Charlie Brown）なる覆面レスラーに一時変身。同年11月24日にグリーンズボロ・コロシアムで開催されたスターケードの第1回大会では、カブキとの王座とマスクを賭けたTV選手権試合で勝利を収めている。古巣のCWAでは1984年に、旧敵ジェリー・ローラーやランディ・サベージとタッグと組んで活躍した。
1985年1月、ローラーとのコンビで全日本プロレスに9年ぶりの来日を果たす。しかし、長州力らジャパンプロレス勢の参戦で日本人同士のハイスパート・レスリングが主流化していた当時の全日本マットでは、彼のショーマン・スタイルが受け入れられることはなく、これが最後の来日となった。帰国後の2月21日にはメンフィスにてアイアン・マイク・シャープを破り、NWAミッドアメリカ・ヘビー級王座を獲得している。
以降、1980年代後半はNWAのジム・クロケット・プロモーションズに定着して、タリー・ブランチャード、アーン・アンダーソン、ポール・ジョーンズ、シャスカ・ワトレー、バロン・フォン・ラシクらと抗争を展開。タッグではバグジー・マグローと組んで活動したが、両者のコンビは業界誌レスリング・オブザーバーにおいて、1987年の"Worst Tag Team" に選出された。
WCWへの移行期にNWAを離れ、1990年にメンフィスのUSWAでローラーとの抗争を再開。USWA統一世界ヘビー級王座を2回に渡って獲得している。1993年にはカロライナ地区のインディー団体NWAにも参戦した。WWFとは1979年を最後に関係を絶っていたが、1996年にジョニーとのバリアント・ブラザーズとしてWWE殿堂に迎えられている（インダクターは当時のWWF世界タッグ王者だったブリティッシュ・ブルドッグとオーエン・ハート）。
引退後はバージニア州ショーズビルにてプロレスリング・スクールの "Boogie's Wrestling Camp" を主宰。"The Boogie Woogie Referee" と称し、各地のインディー団体にスペシャル・ゲスト・レフェリーとして登場することもあった。

## 得意技
- エルボー・ドロップ
- エルボー・バット
- スリーパー・ホールド

## 獲得タイトル
ワールド・レスリング・アソシエーション
- WWA世界ヘビー級王座（インディアナポリス版）：1回[8]
- WWA世界タッグ王座（インディアナポリス版）：3回（w / ジョニー・バリアント）[7]

NWAサンフランシスコ
- NWA世界タッグ王座（サンフランシスコ版）：1回（w / ジョニー・バリアント）[27]

チャンピオンシップ・レスリング・フロム・フロリダ
- NWA USタッグ王座（フロリダ版）：1回（w / ジョニー・バリアント）[28]

ジョージア・チャンピオンシップ・レスリング
- NWAジョージア・タッグ王座：1回（w / ジョニー・バリアント）[29]

ミッドアトランティック・チャンピオンシップ・レスリング
- NWA TV王座（ミッドアトランティック版）：2回[30]

NWAミッドアメリカ / コンチネンタル・レスリング・アソシエーション
- NWAミッドアメリカ・ヘビー級王座 ：1回[22]
- NWA南部ヘビー級王座（ミッドアメリカ版）：1回[11]
- AWA南部ヘビー級王座：5回[11]
- AWA南部タッグ王座：2回（w /ジェリー・ローラー、 ロッキー・ジョンソン）[12]

ユナイテッド・ステーツ・レスリング・アソシエーション
- USWA統一世界ヘビー級王座：2回[24]
- USWA南部ヘビー級王座：1回[31]

ワールド・レスリング・フェデレーション
- WWWF世界タッグ王座：1回（w / ジョニー・バリアント）[9]
- WWE殿堂：1996年度（ジョニーとのバリアント・ブラザーズで殿堂入り）[25]